# NEXUS-2060
『NEXUS-2060』（ネクサス・にまるろくまる）は、日本のエレクトロユニット、capsuleの5枚目のオリジナルアルバムである（品番：YCCC-10002）。

## 背景について
本作発売の7日前となる2005年2月2日に、アルバム中の4曲を収録した限定12インチアナログ盤「space station No.9」が発売された。
前作『S.F. sound furniture』から約8ヶ月後にリリースされたアルバムで、capsuleにとっては普通の制作ペースである、と中田は語っている。

## 制作について
現代でいう普通のことを2060年にやってみたらどうなるかと発想して制作されていった。

## ミュージック・ビデオについて

### space station No.9
スタジオカジノ（スタジオジブリ）の劇場アニメ作品で、『ポータブル空港』から『空飛ぶ都市計画』へと続くSF3部作の第二作である。アニメの監督は百瀬ヨシユキ、音楽は中田ヤスタカが務めた。公開当時は、本作の音楽を担当している中田ヤスタカによる音楽レーベル「contemode」のホームページで本作を視聴することができた他、capsuleが2005年に代官山駅周辺で当時営業されていたカフェUNICE（現：B1FLAT）とコラボした際、この作品とその前作『ポータブル空港』はカフェ店内で放映された。ベスト・アルバム『FLASH BEST』の初回限定盤のDVDや、スタジオジブリの短編集『ジブリがいっぱいSPECIAL ショートショート 1992-2016』に収録された。2021年8月に始動した、過去作品を、リマスター音源とビジュアライザーと共にオフィシャルYouTubeチャンネルに公開していく『CAPSULE アーカイブコレクション』という企画の一環で、2022年1月25日から、アルバム『L.D.K. Lounge Designers Killer』の収録曲のリマスター音源が連日公開されていったが、そのビジュアライザー映像に本作と次作の映像が一部使用されている。

### tokyo smiling
中田ヤスタカが監督を務めた。

## 楽曲について
※シングル収録曲は各リンクも参照。
前作『S.F. sound furniture』、前々作『phony phonic』のようにゲストが入っているアルバムではなく、誰のことも考えずに制作できたから、リズムが強い曲が多い、と中田は語っている。
また、これまでの楽曲にあった「いくつも重なったメロディー」があまりなく口ずさみやすい、と中田とこしじまは語っている。
2.space station No.9
限定12インチアナログ盤シングル『space station No.9』にはextended mixに相当するバージョンが収録されており、マスタリングにも違いがみられる。また、上記の短編映画には前者のどちらでもないバージョンが使用されており、そちらはアルバム版を基盤としつつ、イントロに追加があるなど若干の差がある。
5.Lucky Love
ether22がゲスト・ボーカルとして参加しているほか、レーベルのコンピレーション・アルバム『contemode V.A.2』に収録されているether22の楽曲『SKYWALKER』のサビ前半部のボーカルが使われている。
9.world fabrication
レーベルのコンピレーション・アルバム『contemode V.A.2』に先行で収録された楽曲で、そちらのバージョンでは本作収録版にはないイントロが追加されている。
10.tokyo smiling
レーベルのコンピレーション・アルバム『contemode V.A.2』に先行で収録された楽曲。

### シングル収録
| ＃ | タイトル                 | 収録シングル                              |
| -- | ------------------------ | ----------------------------------------- |
| 3  | A.I. automatic infection | 4枚目「space station No.9」（アナログ盤） |
| 6  | happy life generator     | 4枚目「space station No.9」（アナログ盤） |
| 7  | beautiful hour           | 4枚目「space station No.9」（アナログ盤） |

## 収録曲について
全曲作詞・作曲・編曲: 中田ヤスタカ
| #         | タイトル                     | 作詞  | 作曲・編曲 | 時間 |
| --------- | ---------------------------- | ----- | ---------- | ---- |
| 1.        | 「NEXUS-2060」               |       |            | 1:13 |
| 2.        | 「space station No.9」       |       |            | 4:13 |
| 3.        | 「A.I. automatic infection」 |       |            | 3:13 |
| 4.        | 「Q & A」                    |       |            | 0:08 |
| 5.        | 「Lucky Love」               |       |            | 4:21 |
| 6.        | 「happy life generator」     |       |            | 4:59 |
| 7.        | 「beautiful hour」           |       |            | 7:48 |
| 8.        | 「urban complex」            |       |            | 2:06 |
| 9.        | 「world fabrication」        |       |            | 4:44 |
| 10.       | 「tokyo smiling」            |       |            | 4:10 |
| 合計時間: | 合計時間:                    | 36:55 |            |      |

## カバーについて
- きゃりーぱみゅぱみゅ -「world fabrication」（アルバム『キャンディーレーサー』に収録）